# Lithium (Evanescence)
Lithium is een single van de Amerikaanse rockband Evanescence en is de tweede single van hun tweede studioalbum The Open Door. Het nummer is een power ballad en gaat over lithium dat als medicijn gebruikt wordt als emotie-afvlakker bij depressies en bipolaire stoornissen. In de tekst stelt de protagonist liever negatieve emoties te hebben dan het doffe emotieloze gevoel dat lithium teweeg brengt. Zangeres Amy Lee, die zelf overigens geen lithium heeft gebruikt, schreef de eerste versie van het nummer toen ze 16 jaar was waarbij haar inspiratie voor het lied het gevoel was dat ze "verliefd was op haar verdriet".
Amy Lee zag het medicijn lithium in dit nummer vooral als metafoor voor het proces waarin je loskomt van een fase in je leven waarin je je opgesloten voelt in moeizame situaties, maar van waaruit het toch moeilijk is om eruit te komen, ondanks dat je de negatieve gevoelens erkent die bij die fase horen. Geluk wordt in het nummer als het ware gezien vanuit een negatief gezichtspunt. 

## Tracklist
1. "Lithium"  (03:44)
2. "The Last Song I'm Wasting You"  (04:07)

## Videoclip
De videoclip voor Lithium, geregisseerd door Paul Fedor, is opgenomen tussen 31 oktober en 1 november 2006. In de videoclip, zien we zangeres Amy Lee en andere bandleden in een winters bos bij een meertje. Amy Lee verschijnt in het bos in een witte jurk, terwijl de andere bandleden zwarte kleren dragen, daarmee een bipolaire stoornis uitbeeldend. In scenes onder water draagt Amy Lee zelf ook een zwarte jurk. De witte en zwarte jurk symboliseren 'geluk' en 'verdriet', die beide een deel van het leven voorstellen. In 2016 verscheen een directors cut versie van de video, met daarin beduidend meer scenes onder water, en waarin ook de overige bandleden vaker in beeld komen.